# Рецитал Елиотове поезије
Рецитал Елиотове поезије је позоришна представа коју су режирао Милан Буњевац на основу дела Томаса Елиота.
Представа је реализована у продукцији позоришта ДАДОВ, као пета премијера омладинског позоришта.
Премијерно приказивање било је 8. фебруара 1962.
Музички сарадник на представи била је Маријана Нешић.

## Улоге
| Лица | Глумци             |
| ---- | ------------------ |
|      | Момчило Баљак      |
|      | Владимир Путник    |
|      | Слободанка Јовичић |
|      | Србољуб Милин      |
|      | Јован Ристић       |